# إدوارد بولتر
إدوارد بولتر (بالإنجليزية: Edward Boulter)‏ (23 مارس 1886 بملبورن في أستراليا - 10 يونيو 1968) هو لاعب كريكت أسترالي. لعب مع فريق فكتوريا للكريكت.

## وصلات خارجية
- إدوارد بولتر على موقع إي آس بي آن كريك إنفو (الإنجليزية)